# Adam at Six A.M.
Adam at Six A.M. è un film del 1970 diretto da Robert Scheerer.

## Trama
Adam Ganes è un insegnante di semantica presso un college della California e conduce una vita agiata e relativamente spensierata. Un giorno gli arriva la notizia della morte di un parente in Missouri ed Adam decide di partire con la sua auto per poter partecipare al funerale.
Affronta un lungo viaggio in auto raggiungendo la città dove viveva il defunto: dopo la funzione sceglie di restare per l'intera estate lavorando come operaio, conoscendo la gente del posto e innamorandosi anche della bella Jerri Jo Hopper.

## Produzione
Il film è stato prodotto dalla Cinema Center Films, in collaborazione della Solar Productions di Steve McQueen.
Inizialmente per il ruolo di protagonista era stato preso in considerazione, su suggerimento di Elmer Valentine (proprietario del locale di Hollywood Whisky a Go-Go), il cantante dei Doors, Jim Morrison convincendolo a radersi la barba e accorciarsi i capelli. Per contrasti mai chiariti tra McQueen e Morrison quest'ultimo venne successivamente escluso dal progetto e la scelta ricadde su Michael Douglas. La pellicola è stata girata quasi interamente nella cittadine di Excelsior Springs, Cameron e Orrick, nel Missouri.

## Distribuzione
Nonostante non ricevette molta attenzione all'epoca del suo arrivo nelle sale, film è stato distribuito in svariati paesi, con titoli differenti (ma rimane inedito in Italia):
- USA 22 settembre 1970 Adam at Six A.M.
- Spagna 17 luglio 1972 (Barcellona) Adam a las 6 de la madrugada
- Spagna 9 dicembre 1974 (Madrid) Adam a las 6 de la madrugada
- Norvegia 30 maggio 1983 (TV premierà) Adams nye verden
- Australia Adam at 6 A.M.
- Finlandia Adam ja hyppy tuntemattomaan
- Ungheria A reggel túl messze van
- Svezia Adam klockan sex på morgonen

## Tagline
- «Adam Gaines has a 911T Porsche, good looks, a guaranteed future, and as many girls as he can handle. Adam Gaines has nothing. »
- «The world changed for "Adam at 6 A.M."»[6]